# Patriottische Drie-Zelf Beweging
De Patriottische Drie-Zelf Beweging (vereenvoudigd Chinees: 三自爱国运动) is een protestants kerkgenootschap in de Volksrepubliek China. Het kerkgenootschap staat vooral bekend onder de naam Drie-Zelfkerk. Met 23.000.000 leden is het de derde grootste protestantse denominatie ter wereld.
Samen met de Chinese Christelijke Raad (中国基督教协会) vormt de Drie-Zelfkerk het enige door de staat toegestane protestantse kerkgenootschap.

## Drie-Zelfprincipes

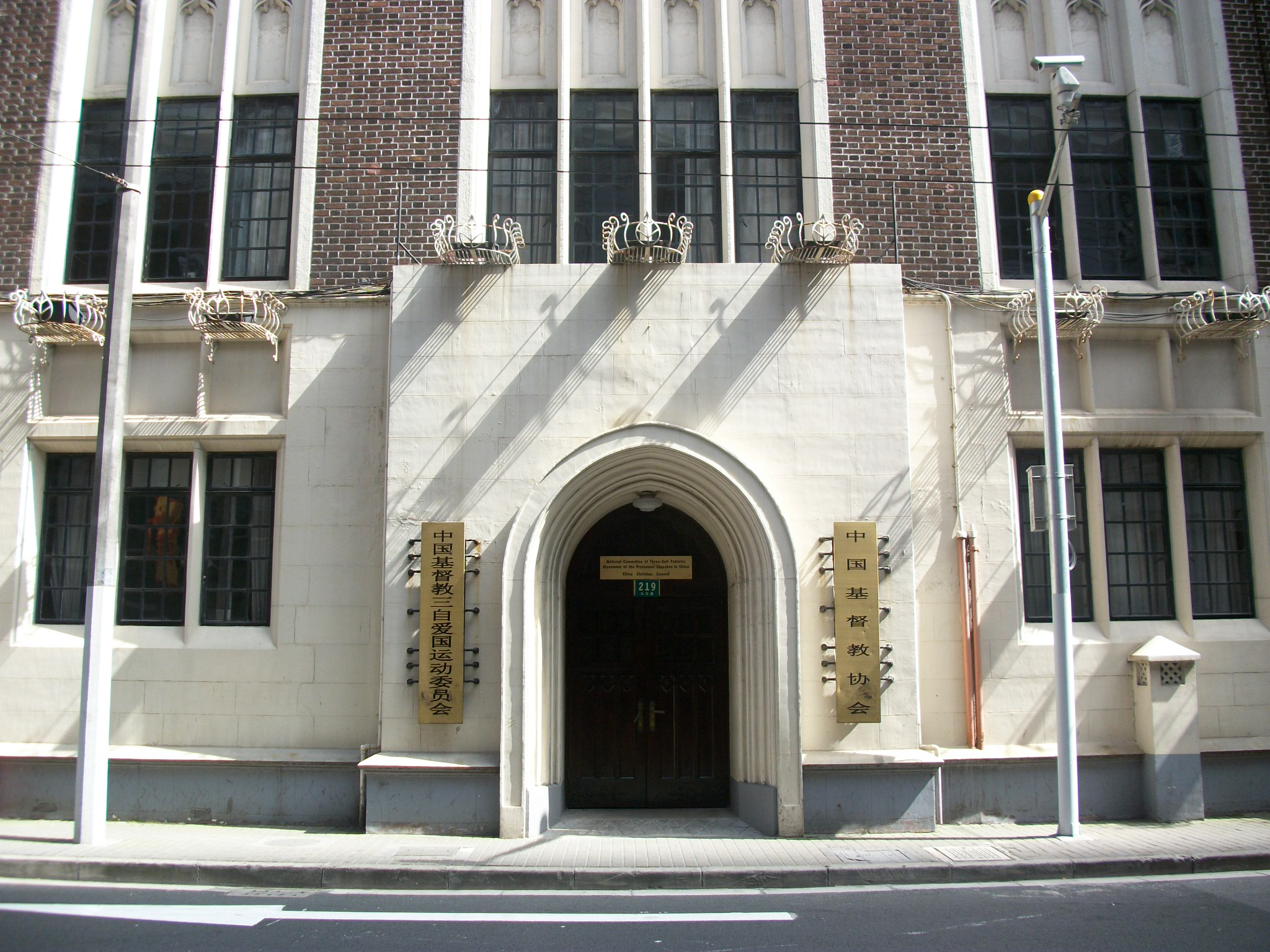
De Drie-Zelfkerk en de Chinese Christelijke Raad zijn op hetzelfde adres gehuisvest in Shanghai

Kenmerkend voor de protestantse kerken in China zijn de zogenaamde "drie-zelfprincipes". Deze principes werden in 19e en 20e eeuw geïntroduceerd door Amerikaanse en Europese missionarissen en verder ontwikkeld door Chinese theologen zoals Watchman Nee en K.H. Ting. De drie-zelf principes zijn:
1. zelfbestuur van de kerk (los van buitenlandse kerken en organisaties)
2. zelfvoorziening (iedere gemeente moet zelf in haar eigen behoeften kunnen voorzien)
3. zelfpromotie (iedere gemeente moet zelf in staat zijn uit te groeien tot een volwaardige parochie en zichzelf "op de kaart zetten" door middel van evangelisatie)

## Geschiedenis
In 1951 besloten de bestaande protestantse denominaties (voornamelijk anglicanen, presbyterianen en congregationalisten) samen te gaan onder de naam Patriottische Drie-Zelfbeweging. Als uitgangspunt nam de nieuwe denominatie het zogenaamd Christelijk Manifest uit 1950 waarin verschillende kerkleiders zich bekenden tot de drie-zelfprincipes (zelfbestuur, zelfvoorziening en zelfpromotie [evangelisatie, zending]) en zich in scherpe bewoordingen uitlieten over het kapitalisme en (Westers) imperialisme. Daarnaast sprak men zich in het manifest uit voor een grote mate van vaderlandsliefde (patriottisme). Kerken en gemeenten die zich niet bij de Drie-Zelfkerk aansloten werden van overheidswege vervolgd en leiden sindsdien als huiskerken of huisgemeenten een ondergronds bestaan. De Drie-Zelfkerk ondervond echter ook de nodige moeilijkheden. Zo werd het de kerk moeilijk gemaakt om zending te bedrijven.
Gedurende de Culturele Revolutie (1966-1976) was er in China in het geheel geen sprake van enige vorm van godsdienstvrijheid en was het de Patriottische Drie-Zelf Beweging niet toegestaan om activiteiten te ontplooien. In deze periode nam wel het aantal clandestiene huisgemeenten toe. In 1979 gaf de Chinese overheid de Drie-Zelfkerk toestemming om haar werkzaamheden te hervatten. In 1980 kwam het zelfs tot de oprichting van de Chinese Christelijke Raad die vooral verantwoordelijk is voor de theologische opleidingen, uitgaven van tijdschriften, boeken e.d. Ook is de Drie-Zelfkerk middels de Chinese Christelijke Raad als "massa-organisatie" vertegenwoordigd in de Chinese Politieke Consultatieve Volksconferentie, een raadgevend orgaan dat de regering adviseert. Bisschop K.H. Ting, die in 1951 een belangrijke rol speelde bij de totstandkoming van de Drie-Zelfkerk, werd de eerste voorzitter van Chinese Christelijke Raad. Onder leiding van Ting en diens opvolgers normaliseerde de relatie tussen Kerk en Staat. In 1985 slaagde Ting erin om een christelijke hulpverleningsorganisatie, de Amity Foundation op te richten, die zich verdienstelijk maakt op het gebied van ontwikkelingssamenwerking, (christelijk) onderwijs en het monopolie bezit op het drukken en verspreiden (via eigen boekwinkels) van bijbels, liedboeken en theologische literatuur. De Amity Foundation verricht haar werkzaamheden volledig zonder overheidssubsidie en steunt op giften (zowel uit China, alsook uit Europa en de Verenigde Staten van Amerika).

## Wereldraad van Kerken
De Drie-Zelfkerk is aangesloten bij de Wereldraad van Kerken.

## Theologie
Naast de kenmerkende "drie-zelfprincipes" stemt de theologie van de Drie-Zelfkerk overeen met die van de meeste protestantse denominaties ter wereld. Een geloofsbelijdenis die in 2008 werd aangenomen stemt overeen met de Geloofsbelijdenis van Nicea-Constantinopel en de Apostolische Geloofsbelijdenis:
"De Chinese Kerk beschouwd de inhoud van de hele Bijbel, benevens de inhoud van het Credo der Apostelen en het Credo van Nicea als grondslag van ons geloof. De voornaamste punten hiervan zijn:
Wij geloven in een Drie-ene God die leeft in eeuwigheid.
God is Geest. God is liefdevol, rechtvaardig, heilig en betrouwbaar. God is de Almachtige Vader, de Heer die Schepper is en Behouder van de kosmos en al het geschapene en hetzelve behoudt en beschermt.
Jezus Christus is de Enige Zoon van God, geboren uit de Heilige Geest, het Vleesgeworden Woord, volledig God en volledig Mens. Hij kwam in de wereld om de mensheid te redden, om te getuigen van de Vader, om het Evangelie te verkondigen; Hij werd gekruisigd, stierf en werd begraven. Hij verrees uit de doden en voer ten hemel. Hij zal wederkomen om de wereld te oordelen.
De Heilige Geest in de Trooster, die mensen hun zondigheid laat inzien en hen leidt tot bekering, hen bekleedt met wijsheid, bekwaamheid en genade; Hij leert ons God kennen en ons tot de waarheid te geleiden. Hij maakt ons bekwaam om een leven van heiligheid te leiden en om ons de schoonste getuigenis omtrent Christus te geven.
De Kerk is het Lichaam van Christus en Christus is haar Hoofd. De Kerk is apostolisch, één, heilig en universeel. De zichtbare Kerk is van Godswege geroepen om een broederschap te zijn van al die in Jezus Christus geloven. Zij is door de apostelen gesticht gelijk Jezus hen opdroeg. De missie van de Kerk is om het Evangelie te verkondigen, de sacramenten te bedienen, te onderwijzen, zorg te dragen, goede werken te verrichten en om te getuigen van de Heer. De Kerk is zowel wereldwijd als plaatselijk. De Chinese Kerk moet zich in liefde opbouwen en één zijn in Christus.
De Bijbel is door God geopenbaard en neergeschreven door mensen door inspiratie van de Heilige Geest. De Bijbel is de hoogste autoriteit in geloofszaken en standaard voor het leven der gelovigen. Door de leiding van de Heilige Geest, hebben mensen door de tijden heen nieuw inzicht gekregen in de Bijbel. De Bijbel moet geïnterpreteerd worden overeenkomstig het principe van de rechtmatige uitleg der waarheid. Hij mag niet naar eigen goeddunken of uit de context worden uitgelegd.
Mensen zijn geschapen naar het Beeld van God, maar kunnen geen goden worden. God heeft de mensheid de heerschappij gegeven over al het geschapene. Vanwege de zonde hebben de mensen de glorie Gods aangetast, maar door geloof in en de genade van Jezus Christus, zijn de mensen verlost en gered, en wordt hen de verrijzenis van het lichaam en het eeuwig leven geschonken.
Christus zal wederkomen. Volgens de leer van de Bijbel, weet niemand dag noch uur van diens wederkomst en iedere methode om te herleiden wanneer Christus zal wederkomen is in strijd met de leer van de Bijbel.
Het geloof en de werken van de Christen zijn één. Christenen moeten Christus gestalte geven in de wereld. Tot eer van God en welzijn van de mensen."

### Sacramenten
De Drie-Zelfkerk kent twee sacramenten: avondmaal en doop.